# Friedrich Kress von Kressenstein
Pour les articles homonymes, voir Kress.

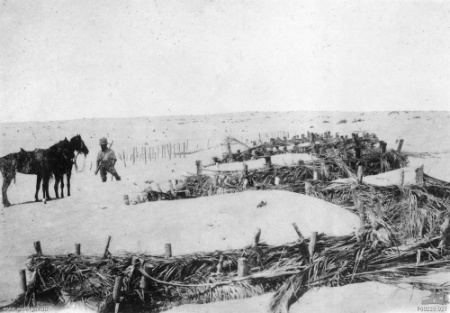
Tranchées turques de la Bataille de Romani

Friedrich Freiherr Kress von Kressenstein (Nuremberg, 24 avril 1870 – Munich, 16 octobre 1948  est un général allemand et membre de la mission militaire allemande envoyée en soutien à l'Empire ottoman pendant la Première Guerre mondiale. Son titre Freiherr correspond à celui de baron.

## Biographie
Friedrich est issu de la vieille famille patricienne Kreß von Kressenstein (de) de Nuremberg. Il est le fils aîné du conseiller juridique et avocat Georg baron Kreß von Kressenstein (1840-1911) et de son épouse Amalie, née Haller von Hallerstein. Kreß fait ses études dans un lycée humaniste et s'engage le 16 août 1888 comme volontaire avec promotion dans le 4e régiment d'artillerie de campagne (de) de l'armée bavaroise. Kress von Kressenstein fait partie de la mission militaire allemande dans l'Empire ottoman et dirigée par Otto Liman von Sanders. Cette mission arrive à Constantinople en décembre 1913.
Pendant la Première Guerre mondiale, il rejoint l'armée de Djemal Pacha en Palestine en tant qu'ingénieur militaire puis comme chef d'état-major. Ismail Enver; ministre de la guerre et chef du triumvirat des Trois Pachas, donne à Djemal Pacha l'ordre de prendre le canal de Suez. La première offensive de Suez a lieu en janvier 1915. Kress von Kressenstein a la responsabilité de la réalisation de bateaux-ponts destinés à permettre la traversée du canal afin de traverser le désert du Sinaï. Les forces turques, inférieures en artillerie à celles de l'Empire britannique, sont obligées de battre en retraite après deux jours de combat. Les pontons de Kress von Kressenstein ne sont jamais utilisés.
Plus d'un an s'écoule avant que les Turcs ne tentent une deuxième attaque sur le canal. Avec Djemal Pacha aux commandes de l'opération depuis Damas, Kress von Kressenstein mène à nouveau une armée ottomane à travers le désert du Sinaï. L'attaque porte sur les fortifications de Romani, à environ 40 kilomètres à l'est du canal. L'armée ottomane lance l'assaut le 3 août 1916. L'attaque est repoussée et les Turcs se retirent à nouveau dans leurs bases palestiniennes.
Après une contre-attaque, les troupes britanniques prennent possession de plusieurs forts turcs dans le Sinaï, construisent une ligne de chemin de fer et un aqueduc à travers le désert, et lancent un assaut sur le fort ottoman de Gaza, dont la défense a été confiée à Kress von Kressenstein et au général Tala Bey. L'attaque britannique est repoussée à l'occasion de la première bataille de Gaza, en mars 1917 et de la seconde bataille de Gaza, en avril 1917. Si la première défaite des Britanniques est imputable à leurs propres erreurs, la seconde est principalement due à l'habileté de Kress von Kressenstein.
Le général Allenby est nommé à la tête des troupes britanniques tandis que les Ottomans nomment le général allemand Erich von Falkenhayn. Kress von Kressenstein est conservé, à la tête de la 8e armée ottomane, affectée à la défense de Gaza et est décoré de la plus haute distinction prussienne, le Pour le Mérite.
En novembre 1917, les forces d'Allenby écrasent les positions défensives ottomanes à l'occasion de la bataille de Beersheba et de la troisième bataille de Gaza. Kress von Kressenstein réussit à organiser le repli de ses troupes au nord dans des conditions relativement bonnes.
Mi-1918, alors que l'alliance germano-ottomane se délite, Kress von Kressenstein est envoyé en mission en Géorgie afin d'assurer sa protection après son indépendance. Il y participe à contrarier l'invasion de l'Abkhazie par l'Armée rouge. Après la guerre, il est retenu en captivité pendant près de six mois par les Anglais sur l'île de Prinkipo, à environ 20 kilomètres de Constantinople. Il rentre en Allemagne le 27 juin 1919.
Il prend sa retraite de militaire en 1929 et meurt à Munich en 1948.